# Bajram Curr

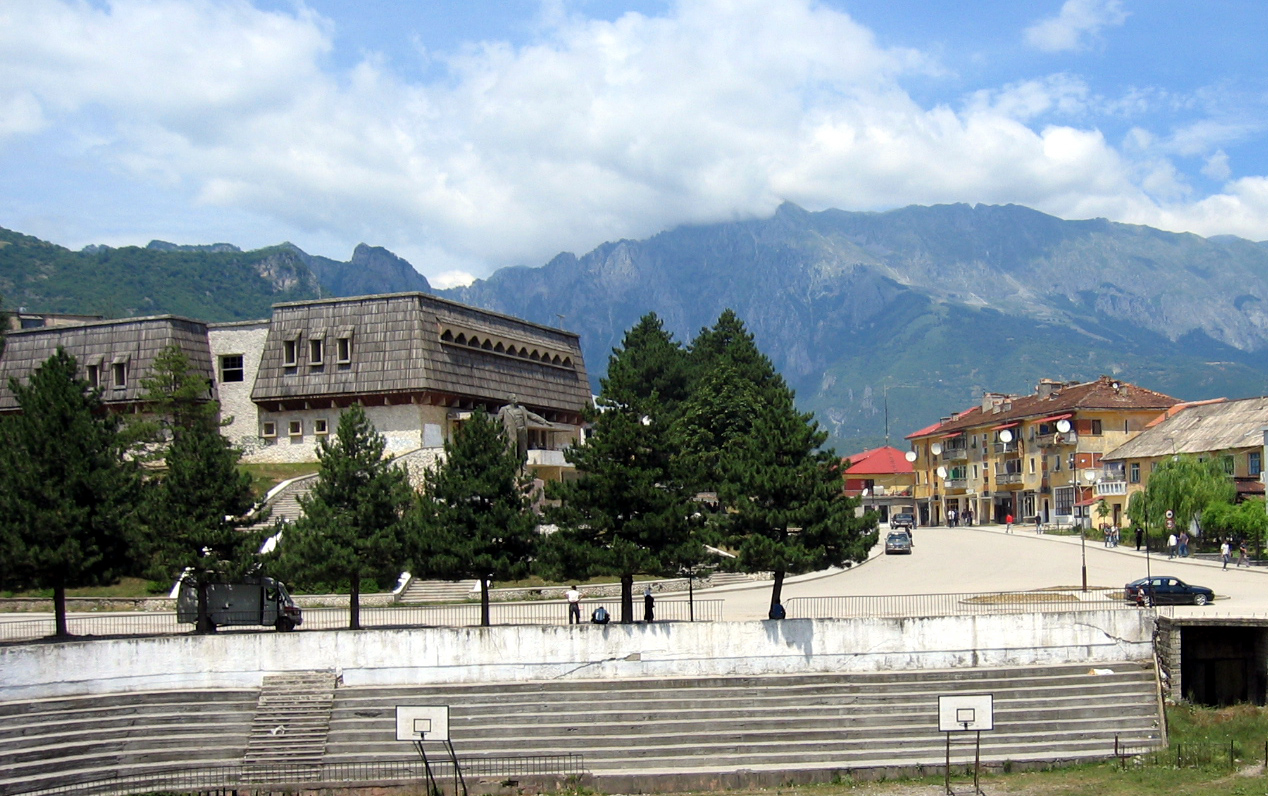
Hauptplatz mit Statue von Bajram Curri

Bajram Curr [ˈbai̯ɾam ˈt͡sur] (albanisch auch Bajram Curri) ist eine kleine Stadt mit rund 4000 Einwohnern im Nordosten Albaniens unweit der Grenze zum Kosovo und zu Montenegro.
Bajram Curr ist Hauptort der Gemeinde Tropoja. Als regionales Zentrum verfügt die Stadt über zahlreiche Läden, einen Markt, mehrere Hotels und ein Krankenhaus. Bis 2015 bildete Bajram Curr eine eigene Gemeinde (bashkia); heute ist es eine Njësia administrative der Bashkia Tropoja.

## Geographie und Verkehr

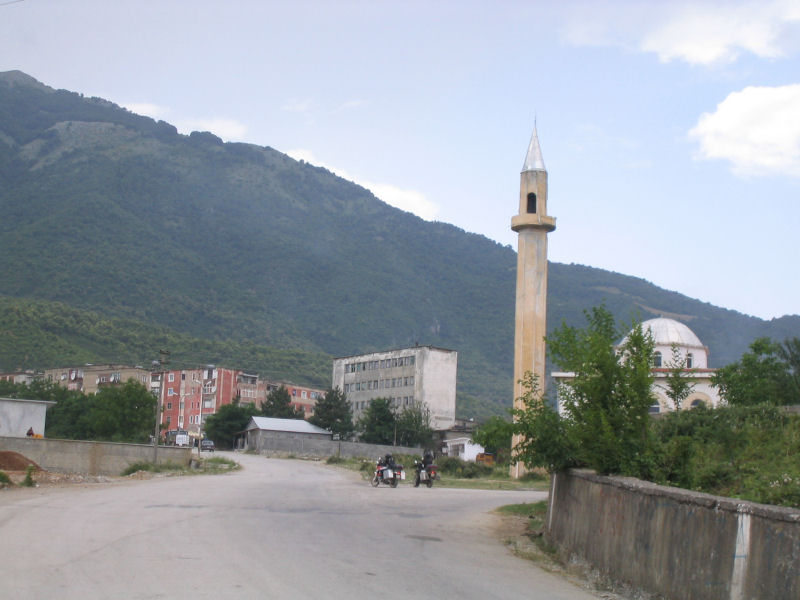
Im Stadtzentrum bei der Moschee (2007)

Die Stadt liegt abgelegen an den Hängen des weiten Talkessels der Valbona inmitten der Nordalbanischen Alpen auf rund 360 m ü. A.
Die Region war lange nur über schlechte Straßen erreichbar – am bequemsten war die Anreise über die Autofähre auf dem Koman-Stausee, die in Fierza, rund 15 Kilometer entfernt, endet. Zwischenzeitlich eingestellt, verkehrt die Fähre seit dem Frühjahr 2015 wieder. Die Anreise von Shkodra dauert so knapp fünf Stunden.
Seit Mai 2006 ist die Straße nach Gjakova erneuert. Von ihr verspricht man sich ein Wachstum der Wirtschaft in dieser Region. Neben dieser schnellsten Anfahrt via Kosovo ist seit dem Winter 2014/15 auch die direkte Straße von Kukës über Kruma asphaltiert.
2023 lebten in Bajram Curr 4113 Einwohner. Im Jahr 2011 waren es noch 5340 Einwohner gewesen. Das entspricht einem Bevölkerungsschwund von fast einem Viertel in nur zwölf Jahren.

## Name
Ursprünglich hieß der Ort Kolgeçaj. 1952, als die regionale Verwaltung vom Ort Tropoja hierher verlegt wurde, erhielt er zu Ehren des albanischen Freiheitskämpfers Bajram Curri seinen heutigen Namen.

## Söhne und Töchter der Stadt
- Besnik Mustafaj (* 1958), Schriftsteller und ehemaliger Außenminister
- Azem Hajdari (1963–1998), wichtige Führungskraft der anti-kommunistischen Studentenproteste 1990/91

## Film
- Der Albaner, 2010